# Dharmavaram
Dharmavaram là một thành phố và khu đô thị của quận Anantapur thuộc bang Andhra Pradesh, Ấn Độ.

## Địa lý
Dharmavaram có vị trí 14°26′B 77°43′Đ / 14,43°B 77,72°Đ Nó có độ cao trung bình là 345 mét (1131 feet).

## Nhân khẩu
Theo điều tra dân số năm 2001 của Ấn Độ, Dharmavaram có dân số 103.400 người. Phái nam chiếm 51% tổng số dân và phái nữ chiếm 49%. Dharmavaram có tỷ lệ 56% biết đọc biết viết, thấp hơn tỷ lệ trung bình toàn quốc là 59,5%: tỷ lệ cho phái nam là 65%, và tỷ lệ cho phái nữ là 46%. Tại Dharmavaram, 13% dân số nhỏ hơn 6 tuổi.